# Shrivardhan
Shrivardhan es una ciudad y  municipio situada en el distrito de Raigad en el estado de Maharashtra (India). Su población es de 15123 habitantes (2011). Se encuentra  a 109 km de Bombay y a 112 km de Pune.

## Demografía
Según el censo de 2011 la población de Shrivardhan era de 15123 habitantes, de los cuales 7450 eran hombres y 7673 eran mujeres. Shrivardhan tiene una tasa media de alfabetización del 86,88%, superior a la media estatal del 82,34%: la alfabetización masculina es del 91,91%, y la alfabetización femenina del 82,05 %.